# Lusnalerr
Lusnalerr är ett berg i Armenien.   Det ligger i provinsen Vajots Dzor, i den södra delen av landet, 80 kilometer sydost om huvudstaden Jerevan. Toppen på Lusnalerr är 1 704 meter över havet.
Terrängen runt Lusnalerr är huvudsakligen kuperad, men österut är den bergig. Närmaste större samhälle är Yeghegnadzor, 16,0 kilometer nordost om Lusnalerr. 
Trakten runt Lusnalerr består i huvudsak av gräsmarker. Runt Lusnalerr är det ganska glesbefolkat, med 28 invånare per kvadratkilometer.